# Якоб Гуттер
Якоб Гуттер (нім. Jakob Hutter, або Huter або Hueter) (бл. 1500 — 25 лютого 1536 р.) — тірольський лідер анабаптистів і засновник гуттеритів.

## Життя і робота
Гуттер народився у маленькому хуторі Моос поблизу Санкт-Лоренцена в долині Пустер, в Тірольському графстві (нині Південний Тіроль, Італія). Він навчився виготовляти капелюхи в сусідньому Прагс і став мандрівним майстром. Пізніше він оселився у Шпітталі, Каринтія.
Ймовірно, він вперше зіткнувся з анабаптистами в Клагенфурті, і незабаром після цього навернувся до їхньої віри. Він почав проповідувати в Пустерській долини, де розпочав кілька невеликих зібрань. Як тільки влада католицьких Габсбургів у Тіролі дізналася про цю діяльність на початку 1529 року, вони почали переслідувати анабаптистів. У 1527 році австрійський ерцгерцог Габсбургів Фердинанд I заявив, що «не будуть терпіти» спокусливі доктрини та єретичні секти. У свою чергу Гуттер та ще кілька людей поїхали дослідити Моравію, бо почули, що переслідування там не було таким серйозним. Вони відвідали Аустерлиць, де виявили, що ситуація насправді більш толерантна, і тірольські анабаптисти вирішили переселитися туди. Коли невеличкі групи переїжджали до Моравії, Гуттер спочатку залишався у Тіролі, щоб бути пастором для тих, хто залишився. Він уникнув захоплення владою, оскільки інші захоплені анабаптисти не виявили його місцеперебування навіть під жорстокими тортурами.
Гуттер прибув у Моравію в 1533 році, коли переслідування анабаптистів у Тіролі було на піку. Багато анабаптистів з Пфальцу, Швабії та Сілезії також вирушили до Моравії. Гуттер об'єднав місцеві анабаптистські збори, що дозволило квітнути анабаптизму в Моравії. Під керівництвом Гуттера кілька зібрань прийняли ранньохристиянську практику товарної спільності, на додаток до своїх анабаптистських вірувань про неспротив та хрещення дорослих.
У 1535 році, однак, моравський ландтаг дозволив вислати всіх анабаптистів з Моравії, і вони розпорошились по сусідніх країнах. Гуттер повернувся до Тиролю, де він та його дружина були заарештовані 30 листопада 1535 року у Клаузені та доставлені до фортеці Бранцоль (Бронцоло). 9 грудня Гуттер був депортований до столиці Тіролю Інсбрука, де його допитали та піддано тортурам для відмови від віри в Ісуса Христа. Навіть під жорстокими тортурами він не відмовився і не розкривав імен інших анабаптистів. Гуттер був засуджений до страти вогнем і спалений на вогнищі 25 лютого 1536 року в Інсбруці перед Золотим дахом. За даними Гуттерської хроніки, загалом у Тиролі було страчено 360 анабаптистів.
Слова Гуттера записані вісьмома літерами, написаними під жорстоким переслідуванням.

## Поминання

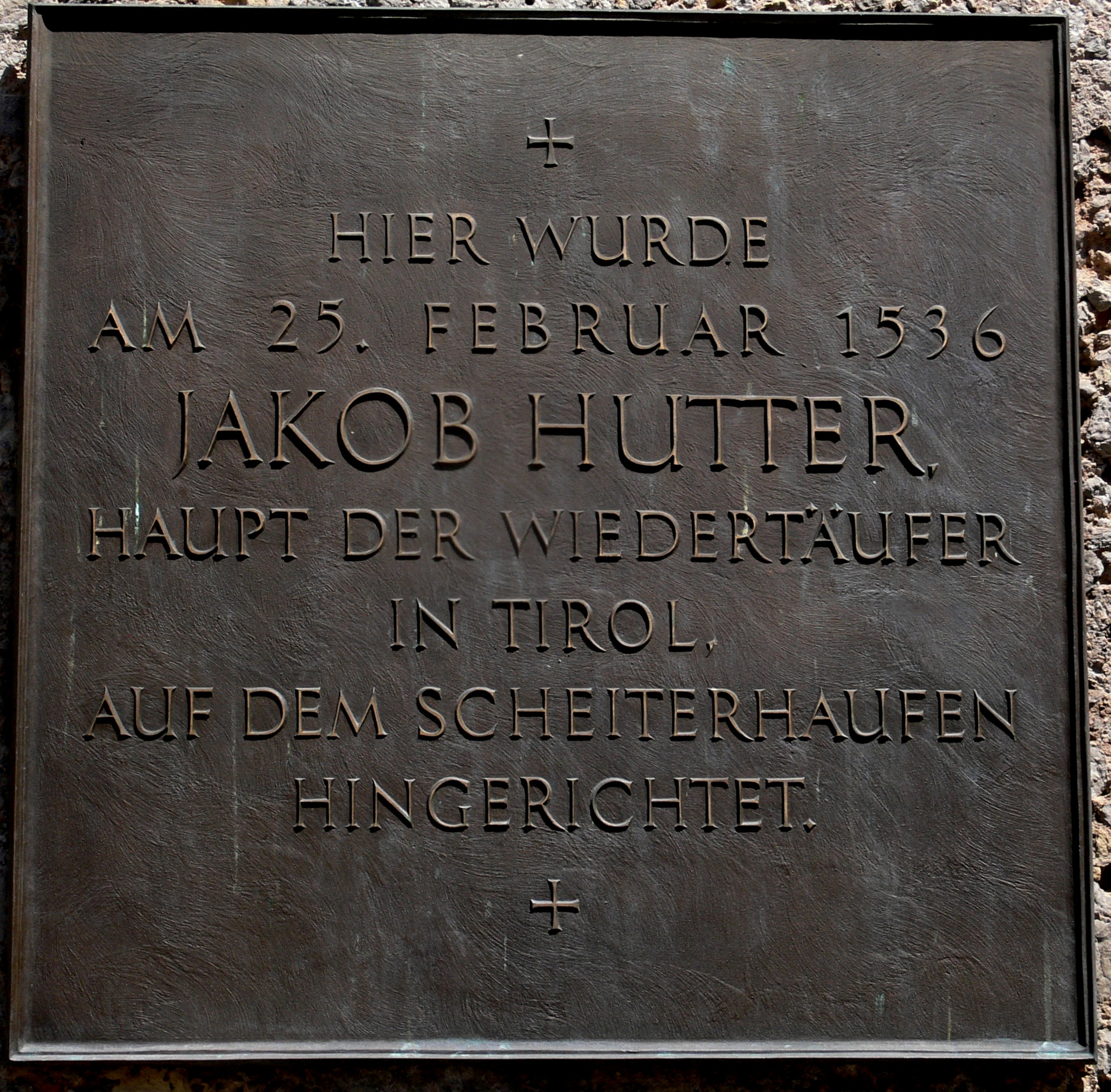
Дошка на Золотому даху: «Якоб Гуттер, лідер анабаптистів Тіролю, був страчений тут на вогнищі 25 лютого 1536 року».

Згадка про Гуттера в Інсбруці в назві вулиці Гуттервег та табличкою на Золотому дасі. З 1992 року австрійська служба за кордоном, що працювала для світового взаєморозуміння та примирення, розташувалася на вулиці на Гуттервег.
У 2006—2007 роках робоча група з представниками протестантських та католицьких церков, миротворчого руху Pax Christi та Асоціації євангельських церков у Тіролі працювала над примиренням з гуттеритами. 25 лютого 2007 року група разом з трьома парами, запрошеними представляти гуттерів, провела меморіальну церемонію біля Золотого даху та спільний молебень у старій ратуші в Інсбруці.